# Villa de Este
Villa de Este es una villa situada en Tívoli, cerca de Roma. Declarada Patrimonio de la Humanidad en 2001, es una pieza maestra de la arquitectura italiana y especialmente del diseño de jardines.

## Historia

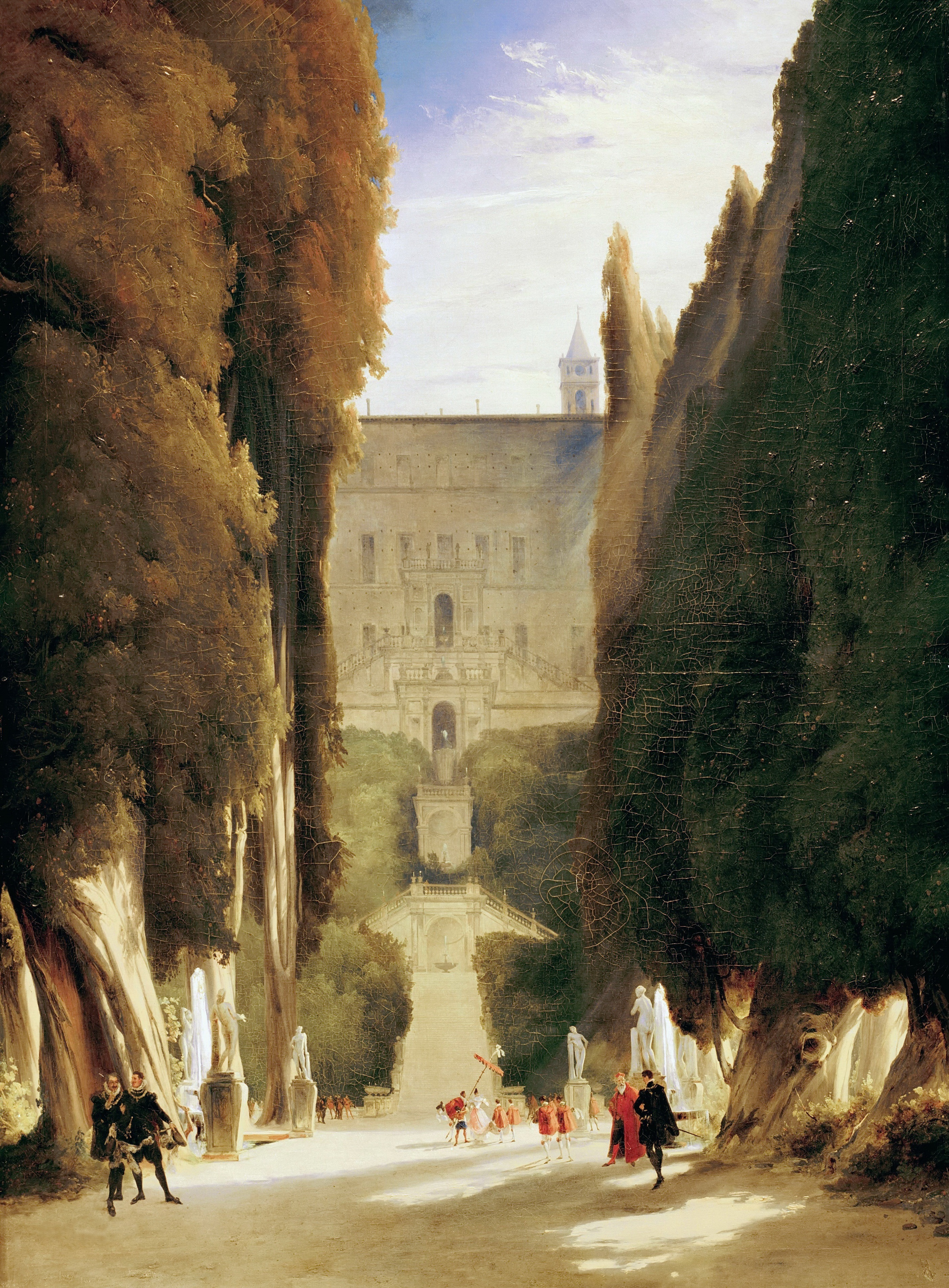
Parque de Villa de Este, Carl Blechen, 1830. El jardín lleno de maleza atraía la imaginación romántica; actualmente esta misma vista está de nuevo cuidada.

Fue encargada por el cardenal Hipólito II de Este (1509-1572), hijo de Alfonso I de Este y Lucrecia Borgia, y nieto del papa Alejandro VI. Había sido nombrado gobernador de Tívoli por el papa Julio III, con el regalo de la villa preexistente, la cual reconstruyó por completo siguiendo los diseños de Pirro Ligorio, bajo la dirección del arquitecto e ingeniero ferrarés Alberto Galvani, que solía trabajar muy a menudo con la familia Este. El pintor jefe de la ambiciosa decoración interior fue Livio Agresti de Forlì. Desde 1550 hasta su muerte en 1572, cuando la villa estaba casi acabada, el cardenal de Este creó un edificio palaciego rodeado de unos espléndidos jardines aterrazados en un estilo manierista propio de la última etapa del renacimiento, que se aprovechó plenamente de la espectacular ladera pero que requirió innovaciones para traer agua suficiente para abastecer todas las fuentes, cascadas y juegos de agua que decoran los jardines. El resultado es una de una serie de grandes villas del siglo XVI con estructuras de juegos de agua en las colinas que rodean la Campiña romana, como la Villa Lante, la Villa Farnesio en Caprarola y las Villas Aldobrandini y Torlonia en Frascati. Su planeamiento del jardín y sus rasgos acuáticos se imitaron a lo largo de los dos siglos siguientes desde Portugal hasta Polonia.
Cogiendo la inspiración (y muchas estatuas y gran parte del mármol usado en la construcción) de la cercana Villa Adriana, el palaciego retiro del emperador Adriano, y reviviendo técnicas romanas de ingeniería hidráulica para proporcionar agua a una serie de fuentes sin precedentes, el cardenal creó un elaborado jardín de fantasía cuya mezcla de elementos arquitectónicos y juegos de agua tuvieron una enorme influencia en el diseño de paisajes europeo.
Pirro Ligorio, responsable de los programas iconográficos desarrollados en los frescos de la villa, fue también el encargado de diseñar los jardines de la villa, con la asistencia de Thomaso Chiruchi de Bolonia, considerado como uno de los mejores ingenieros hidráulicos de siglo XVI; Chiruchi había trabajado en las fuentes de la Villa Lante. En la Villa de Este le ayudó en los diseños técnicos de las fuentes un francés, Claude Venard, quien era un experto creador de órganos de agua.

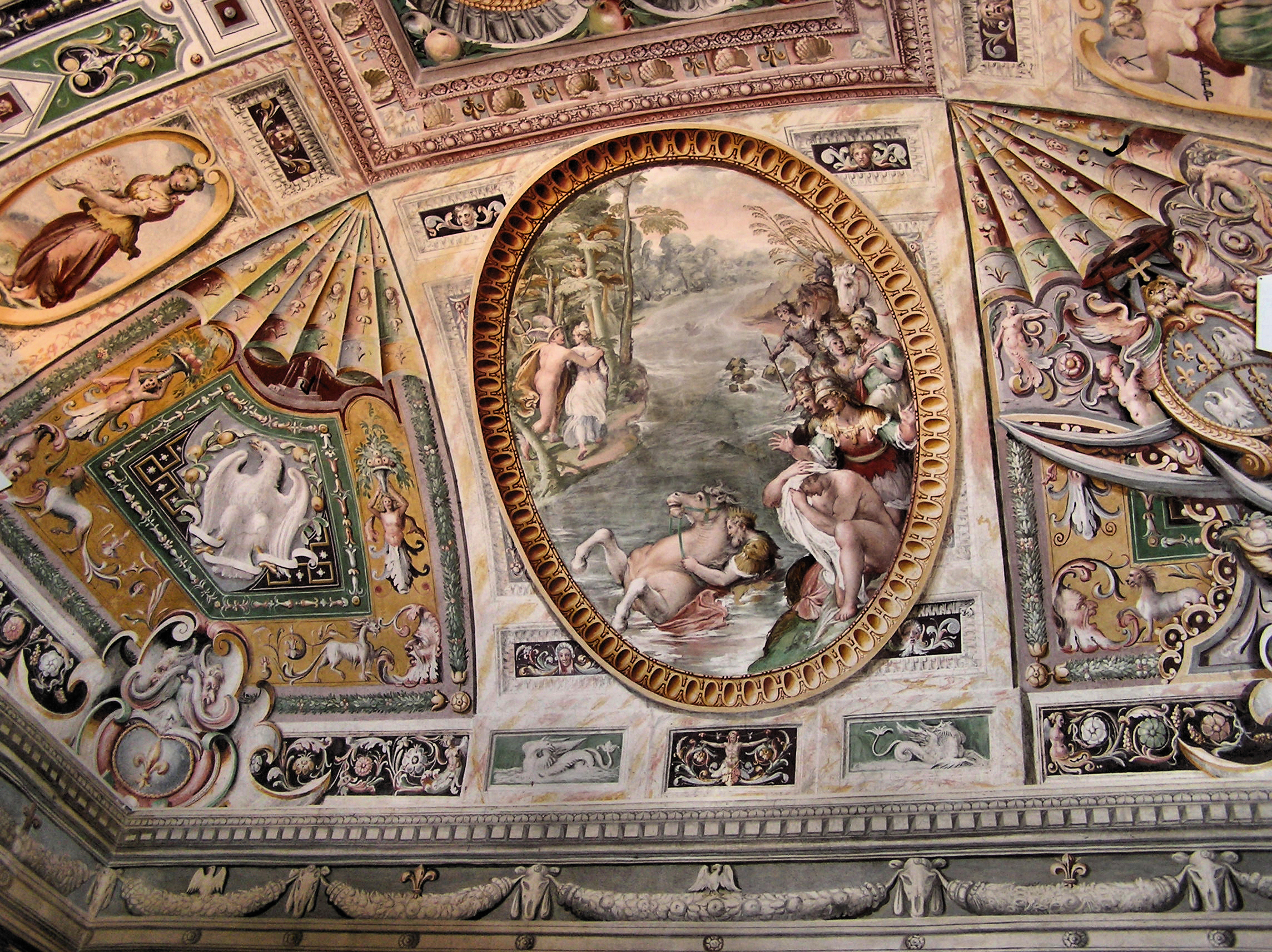
Los frescos del techo en la Villa.

El cardenal Alejandro de Este reparó y amplió los jardines en 1605. En el siglo XVIII, la villa y sus jardines pasan a la casa de Habsburgo-Lorena después de que Hércules III de Este se los legara a su hija María Beatriz, casada con el archiduque Fernando de Austria-Este. La villa y sus jardines fueron descuidados. Los ingenios hidráulicos caen en desuso y muchas de las esculturas decorativas encargadas por Hipólito de Este se dispersan por distintos lugares, quedando plasmada la sensación de decadencia por distintos artistas como Carl Blechen, (véase imagen) y otros pintores. La situación cambió durante la tenencia del cardenal Gustav von Hohenlohe; el cardenal tuvo como invitado a Franz Liszt, quien evocó el jardín en su obra Les Jeux d'Eaux à la Villa d'Este y dio aquí uno de sus últimos conciertos. La Villa de Este fue adquirida por el Estado Italiano después de la Primera Guerra Mundial, restaurada y amueblada de nuevo con pinturas de los almacenes de la Galería Nacional de Roma. El volumen de poemas de Jean Garrigue, titulado Un paseo por el agua en la Villa de Este (1959) continúa una larga tradición de poesía inspirada por los jardines. Kenneth Anger filmó Eaux d'artifice entre los ingenios hidráulicos del jardín. Así que la Villa ha sido aplaudida en poesía, pintura y música.
La villa acoge el Museo Didattico del Libro Antico, un museo educativo sobre el estudio y la conservación de libros antiguos.

## Descripción de la villa

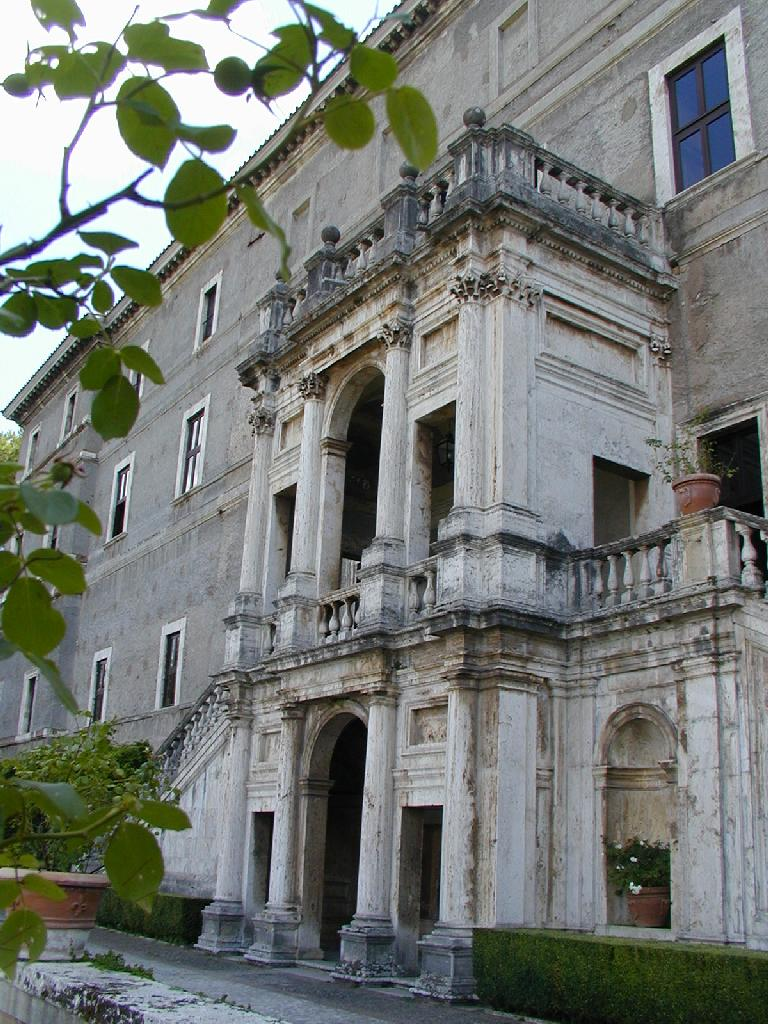
Pirro Ligorio - Gran Loggia en la fachada que da a los jardines.

La Villa en sí rodea por tres lados un patio del siglo XVI ubicado en el anterior claustro benedictino. La fuente en una de las paredes laterales, enmarcada en estilo dórico, contiene una escultura de una ninfa dormida en una gruta guardada por las águilas heráldicas de los Este, con un bajorrelieve enmarcado por ramas de manzana que ligan la villa con el Jardín de las Hespérides. La entrada principal lleva al Appartamento Vecchio, el «Apartamento Viejo» construido para Hipólito de Este, con sus techos abovedados pintados al fresco con alegorías seculares de Livio Agresti y sus estudiantes, centrados en la gran Sala, con su espectacular vista sobre el eje central de los jardines, que van cayendo en una serie de terrazas. A derecha e izquierda hay una serie de habitaciones, conteniendo la de la izquierda la biblioteca del cardenal Hipólito y su dormitorio con la capilla debajo, y las escaleras privadas al apartamento inferior, el Appartamento Nobile («Apartamento Noble»), que da directamente a la Gran logia de Pirro Ligorio que sobrevuela la terraza con gravilla con un motivo de arco triunfal.

## Descripción de los jardines
El plan del jardín se organiza en torno a un eje central con ejes secundarios que lo cortan de un carácter calculadamente variado, refrescado por alrededor de quinientos chorros en fuentes, cascadas y abrevaderos de agua. El agua abundante lo proporciona el río Aniene, que en parte es desviado a través de la ciudad, una distancia de un kilómetro, y por el manantial Rivellese, que proporciona una cisterna por debajo del patio de la villa. El jardín está integrado actualmente entre los Grandi Giardini Italiani.

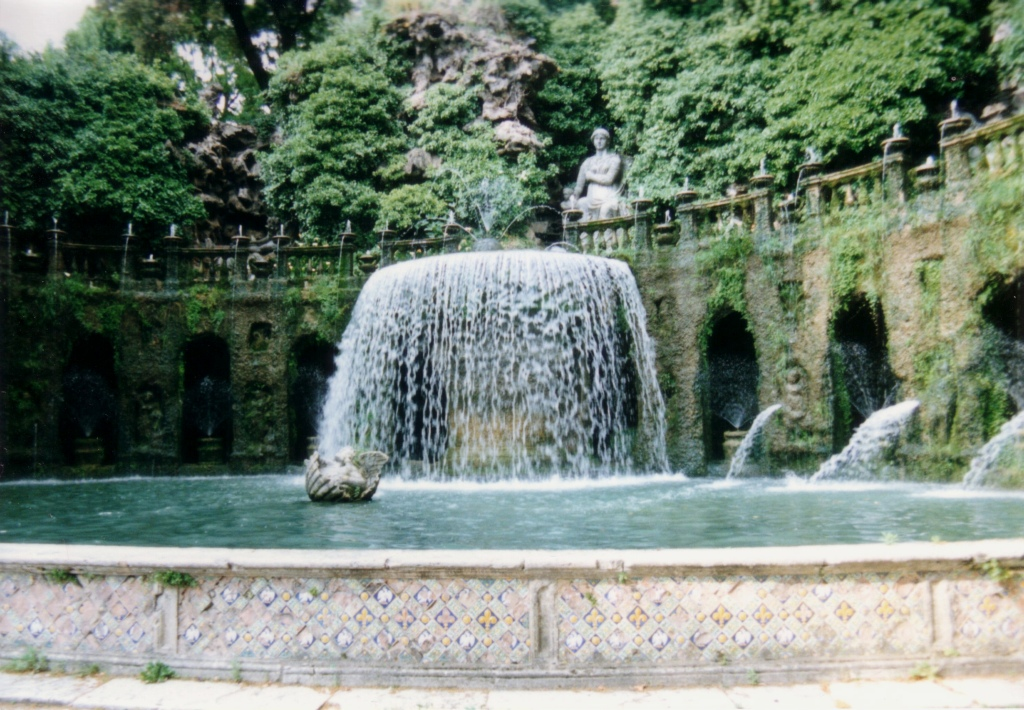
La Fontana dell'Ovato («Fuente Oval») cae en cascada desde su pila en forma de huevo hasta un estanque colocado contra un ninfeo rústico.

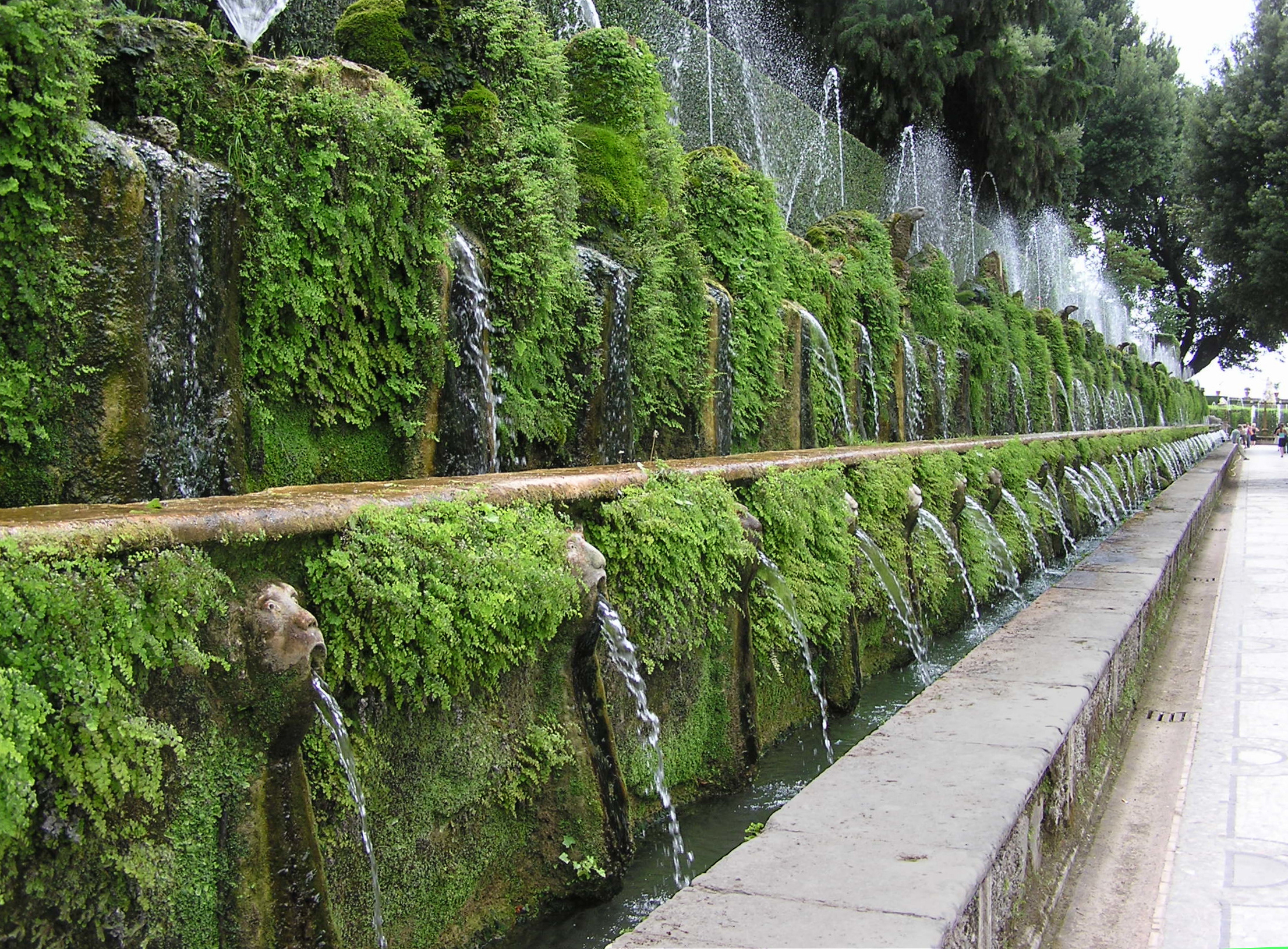
Le Cento Fontane («Las cien fuentes»).

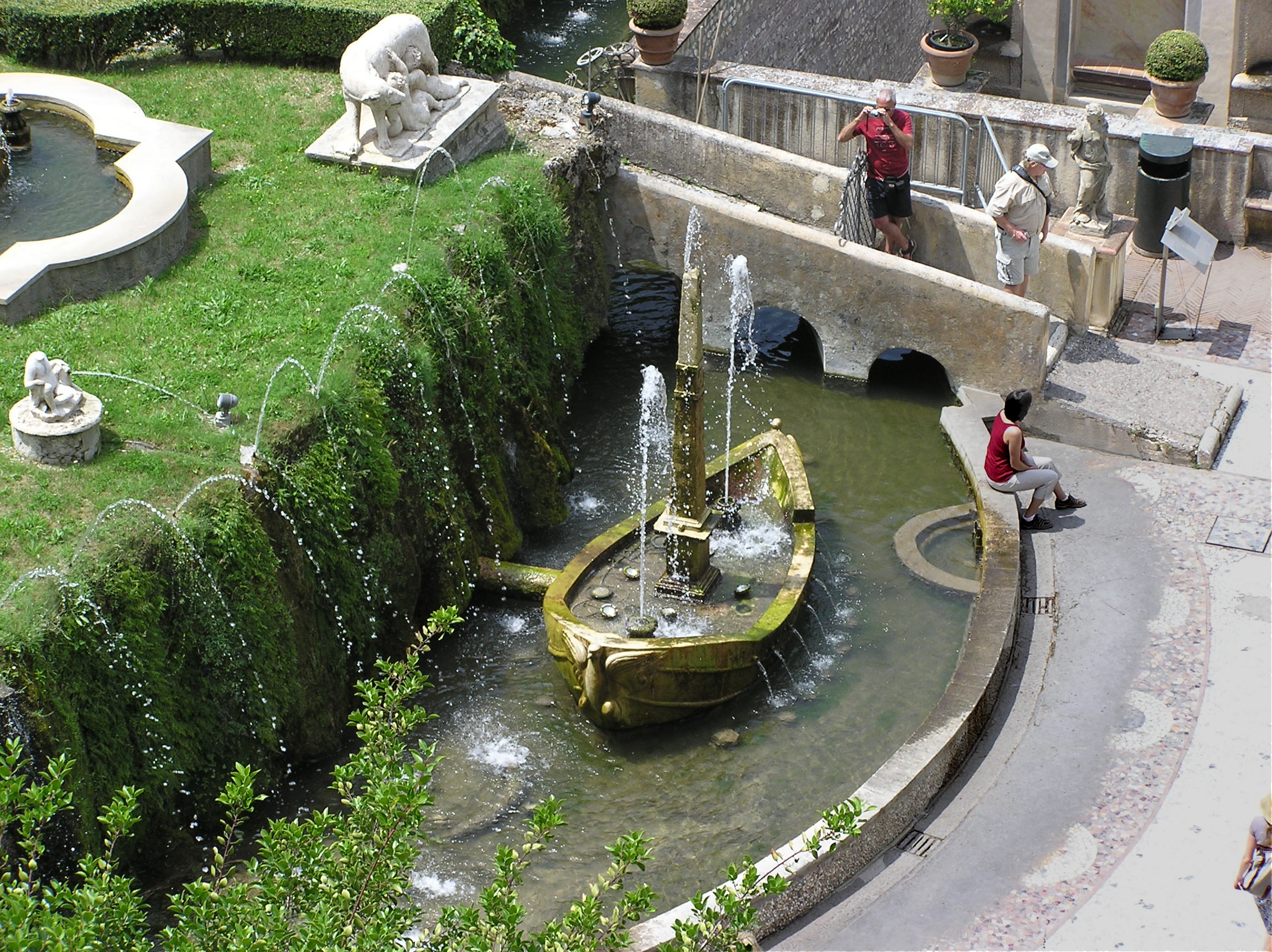
Fontana della Rometta (Fuente del modelo de Roma).

La terraza más alta de la Villa acaba en una balconada con balaustrada en la parte izquierda, con una vista general sobre la llanura que queda por debajo. Dos tramos de escalera simétricos flanquean el eje central y llevan a la siguiente terraza del jardín, con la gruta de Diana, ricamente decorada con frescos y mosaico de guijarro a un lado y la Fontana del Bicchierone («Fuente de la gran taza») en el centro, indirectamente atribuida a Bernini, donde el agua surge de una aparente roca natural en una pila con forma de concha.
Para descender al siguiente nivel, el visitante tiene que coger escaleras a cualquiera de los dos extremos - el elaborado complejo de fuentes denominado la Rometta («la pequeña Roma») queda en el extremo de la izquierda— para ver toda la longitud de Las cien fuentes en el siguiente nivel, donde los chorros de agua llenan un largo y rústico abrevadero, y la Fontana dell'Ovato («Fuente Oval») de Pirro Ligorio acaba la vista cruzada. Un visitante puede caminar por detrás del agua a través de la arcada almohadillada del ninfeo cóncavo, que está habitado por ninfas de mármol obra de Giovanni Battista della Porta. Sobre el ninfeo, la escultura de Pegasus recuerda al visitante la fuente de Hipocrene en el Parnaso, hogar de las Musas.
Esta terraza se une a la siguiente gracias a la central «fuente de los dragones» que domina la perspectiva central de los jardines, construida para una visita en 1572 del papa Gregorio XIII cuyo blasón contiene un dragón. Las escaleras centrales llevan a través de una ladera de madera hasta tres estanques de peces colocados en el eje cruzado en el punto más bajo de los jardines, terminando a la derecha junto al órgano de agua de la «fuente de Neptuno».

## Para saber más
- Cartocci, Sergio 1976. Tivoli: The Tiburtine area : its history and works of art : Villa d'Este, Villa Gregoriana, Villa Adriana
- Coffin, David R. 1960. The Villa D'Este At Tivoli
- Dal Maso, Leonardo B. 1978.The villa of Ippolito II d'Este at Tivoli (Italia artística)
- Dernie, David,and Alastair Carew-Cox 1996. The Villa D'Este at Tivoli
- de Vita, Marcello. 1950 etc. Villa d'Este: Description of the villa
- Durand, Jean 1992. Les jeux d'eau de la Villa d'Este
- Mancini, Gioacchino, 1959. Villa Adriana e Villa d'Este (Itinerari del musei e monumenti d'Italia)
- Pemberton, Margaret. 1955. Villa d'Este
- Podenzani, Nino, 1960. Villa d'Este
- Raymond, (trans. Hall) 1920. Historical Notes on Villa d`Este